# Via Trionfale
La Via Trionfale (latin : Via Triumphalis, en français : voie triomphale), est une route qui correspond à la voie romaine secondaire qui relie Rome au nord à la Via Cassia ou Via Clodia, près de Véies,.

## Histoire

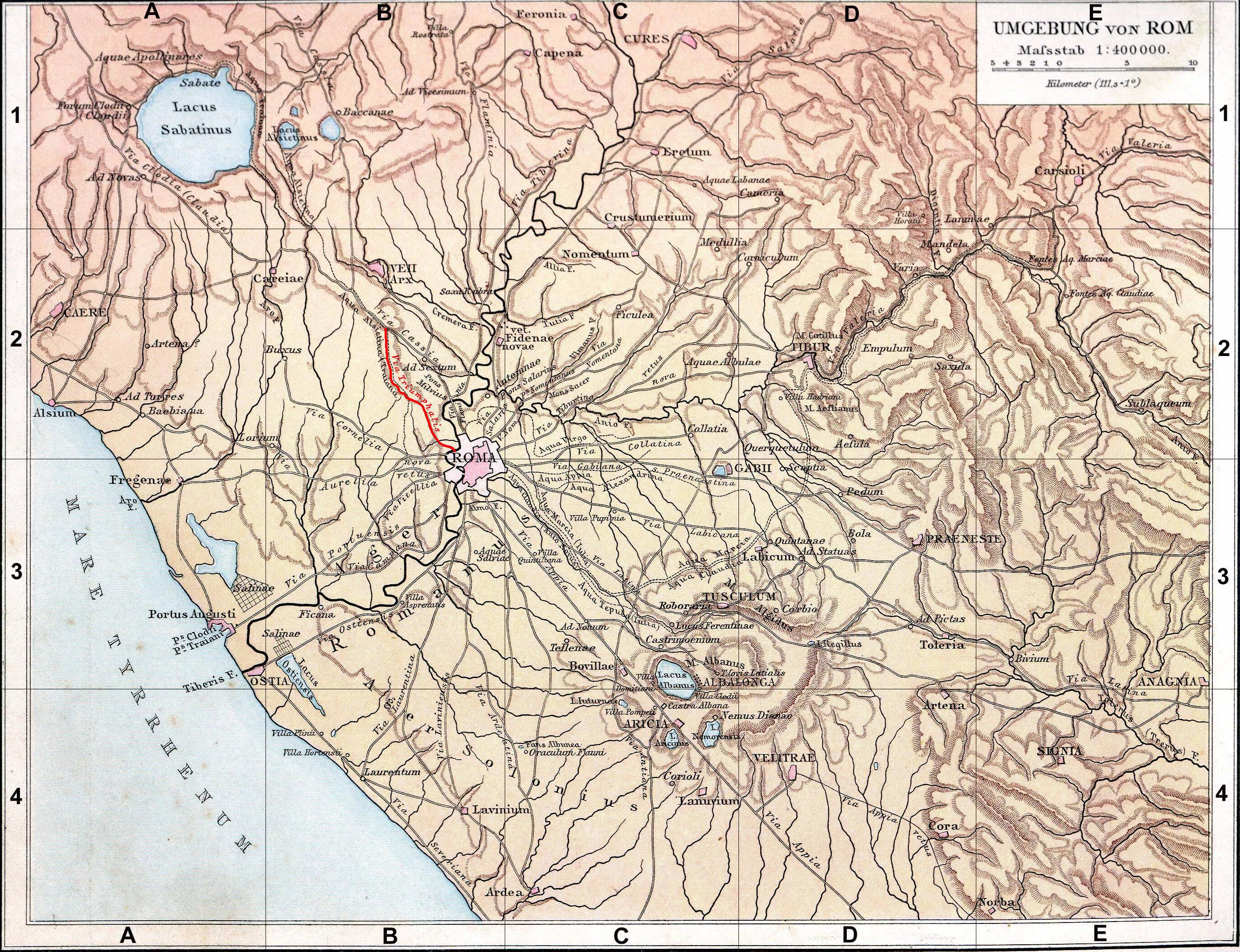
La voie triomphale sur une carte du Latium antique.

La voie ne peut être antérieure au règne de Néron. L'entretien est assuré par les curateurs qui supervisent le réseau de voie dont la Via Aurelia est la principale.
Le nom donné à la route remonte probablement à la victoire de Marcus Furius Camillus sur la ville de Véies vers 396 av. J.-C., pour qui il a été accordé le droit à un triomphe sur la route qui menait de Véies à la colline du Capitole, les triomphes décernés aux généraux romains se déroulant traditionnellement du Champ de Mars au Capitole, le long de cette route. La route a été identifiée  au cours de la Renaissance et décrite par Flavio Biondo dans Rome Triumphans, livre X. D'importants monuments anciens sont construits à proximité : le pont Triomphal (pont de Néron) sur le Tibre, maintenant démoli, la porte Triomphale (Porta Triumphalis), les arcs d'Arcadius, d'Honorius, et de Théodosius, et la fin de la route, le temple de Janus.
L. Simond notait en 1828 dans A Tour in Italy and Sicily que la via Trionfale n'avait « que huit pieds de large et était complètement voûtée d'arbres » à cette époque, qu'elle était « pavée de pierres de deux ou trois pieds de diamètre, irrégulières, mais étroitement emboîtées, et si profondément enfouies dans le sol qu'elles étaient maintenant en parfait état après l'écoulement de tant de siècles ». À la même époque, il a également été noté que certaines des pierres portaient les initiales « VN » gravées, ce qui signifie « via numinis ».

## Époque contemporaine
Sa longueur actuelle est d'environ 11 km. La route serpente vers le nord à partir du largo Trionfale, à la jonction du district de Prati avec les districts de Trionfale et Della Vittoria ; elle monte le long de la colline du Monte Mario constituant la zone frontalière des districts précités de Trionfale et Primavalle ; elle traverse ensuite la région d'Ottavia et, à la hauteur de la ferme La Giustiniana, rejoint la Via Cassia.
Elle est généralement très fréquentée pendant la journée, en particulier sur les tronçons qui n'ont qu'une seule voie de chaque côté. En septembre 2010, le doublement de la chaussée, deux voies dans chaque sens, a été achevé entre l'entrée nord de la polyclinique Agostino Gemelli et le Forte Trionfale.
Le 23 janvier 2007, les rampes de la jonction « Via Trionfale »  avec l'autoroute A90 (dans la région d'Ottavia) ont été inaugurées. La jonction a été complètement ouverte à la circulation vers janvier 2009.

## Fontana di Piazza Pia
La Fontana di Piazza Pia, située sur la via, a été construite en 1862 par le pape Pie IX, remplaçant une fontaine antérieure du pape Paul V datant de 1614. Elle a été conçue par Filippo Martinucci. Elle est maintenant masquée à la vue en raison de l'élévation et de l'élargissement de la Via Trionfale.

## Numérotation
La numérotation des immeubles est particulière car elle exprime, sur une longue distance, la distance métrique du numéro de rue au Capitole. Cette numérotation particulière a été décidée par le conseil municipal avec la résolution no 383 du 8 mars 1955 qui se lit comme suit : 

« [...] Étant donné que la numérotation actuelle des rues de la Via Trionfale ne correspond plus à la nouvelle situation [...] ; Considérant qu'en raison de la longueur considérable de la route elle-même, [...] des dispositions sont prises sur la base d'un [...] nouveau système qui facilite la localisation des numéros des maisons individuelles pour les citoyens ; [...] Le conseil municipal décide de laisser le système actuel de numérotation des rues inchangé dans la section initiale de la Via Trionfale entre Largo Trionfale et Piazzale delle Medaglie d'Oro et de réorganiser la numérotation des maisons pour la partie restante de la rue elle-même, entre la Piazzale delle Medaglie d'Oro et de la Via Cassia, marquant là-bas avec des numéros de maison qui expriment métriquement la distance ordinaire la plus courte entre les accès eux-mêmes et le Campidoglio, mesurée sur l'axe de la route. »

La rue en vient alors à avoir des numéros de maison qui atteignent jusqu'à 14500.

## Source de traduction
- (en) Cet article est partiellement ou en totalité issu de l’article de Wikipédia en anglais intitulé « Via Trionfale » (voir la liste des auteurs).

- (it) Cet article est partiellement ou en totalité issu de l’article de Wikipédia en italien intitulé « Via Trionfale » (voir la liste des auteurs).